# Parancistrocerus leionotus
Parancistrocerus leionotus är en stekelart som först beskrevs av Henry Lorenz Viereck 1906.  Parancistrocerus leionotus ingår i släktet Parancistrocerus och familjen Eumenidae. Utöver nominatformen finns också underarten P. l. yumus.